# Buggy (jeu vidéo)
Pour les articles homonymes, voir Buggy (homonymie).
Buggy est un jeu vidéo de course développé par Gremlin Interactive et édité par Fox Interactive, sorti en 1998 sur Windows et PlayStation.
Le jeu se nommé Team Losi RC Racer en Amérique du Nord sur PlayStation.

## Accueil
- Jeuxvideo.com : 16/20 (PS1)[1] - 9/20 (PC)[2]